# Attin
Attin és un municipi francès situat al departament del Pas de Calais i a la regió dels Alts de França. L'any 2007 tenia 752 habitants.

## Demografia

### Població
El 2007 la població de fet d'Attin era de 752 persones. Hi havia 264 famílies de les quals 54 eren unipersonals (21 homes vivint sols i 33 dones vivint soles), 82 parelles sense fills, 107 parelles amb fills i 21 famílies monoparentals amb fills.
La població ha evolucionat segons el següent gràfic:
Habitants censats

### Habitatges
El 2007 hi havia 308 habitatges, 271 eren l'habitatge principal de la família, 24 eren segones residències i 13 estaven desocupats. 262 eren cases i 11 eren apartaments. Dels 271 habitatges principals, 167 estaven ocupats pels seus propietaris, 98 estaven llogats i ocupats pels llogaters i 7 estaven cedits a títol gratuït; 3 tenien una cambra, 13 en tenien dues, 30 en tenien tres, 81 en tenien quatre i 144 en tenien cinc o més. 218 habitatges disposaven pel capbaix d'una plaça de pàrquing. A 123 habitatges hi havia un automòbil i a 123 n'hi havia dos o més.

### Piràmide de població
La piràmide de població per edats i sexe el 2009 era:
| Homes | Edats   | Dones |
| ----- | ------- | ----- |
| 0     | 95 o +  | 0     |
| 0     | 90 a 94 | 0     |
| 4     | 85 a 89 | 4     |
| 0     | 80 a 84 | 0     |
| 8     | 75 a 79 | 8     |
| 8     | 70 a 74 | 20    |
| 20    | 65 a 69 | 20    |
| 0     | 60 a 64 | 8     |
| 12    | 55 a 59 | 8     |
| 24    | 50 a 54 | 20    |
| 44    | 45 a 49 | 28    |
| 12    | 40 a 44 | 40    |
| 28    | 35 a 39 | 8     |
| 36    | 30 a 34 | 32    |
| 16    | 25 a 29 | 36    |
| 16    | 20 a 24 | 12    |
| 20    | 15 a 19 | 20    |
| 8     | 10 a 14 | 16    |
| 24    | 5 a 9   | 20    |
| 12    | 0 a 4   | 32    |

## Economia
El 2007 la població en edat de treballar era de 520 persones, 353 eren actives i 167 eren inactives. De les 353 persones actives 314 estaven ocupades (182 homes i 132 dones) i 41 estaven aturades (19 homes i 22 dones). De les 167 persones inactives 30 estaven jubilades, 70 estaven estudiant i 67 estaven classificades com a «altres inactius».

### Ingressos
El 2009 a Attin hi havia 247 unitats fiscals que integraven 690 persones, la mediana anual d'ingressos fiscals per persona era de 14.647 €.

### Activitats econòmiques
Dels 57 establiments que hi havia el 2007, 2 eren d'empreses alimentàries, 1 d'una empresa de fabricació d'altres productes industrials, 5 d'empreses de construcció, 28 d'empreses de comerç i reparació d'automòbils, 1 d'una empresa de transport, 9 d'empreses d'hostatgeria i restauració, 1 d'una empresa financera, 4 d'empreses immobiliàries, 3 d'empreses de serveis i 3 d'empreses classificades com a «altres activitats de serveis».
Dels 17 establiments de servei als particulars que hi havia el 2009, 3 eren tallers de reparació d'automòbils i de material agrícola, 1 taller d'inspecció tècnica de vehicles, 1 paleta, 1 guixaire pintor, 1 fusteria, 2 lampisteries, 1 perruqueria, 6 restaurants i 1 agència immobiliària.
Dels 12 establiments comercials que hi havia el 2009, 1 era, 1 un hipermercat, 1 un supermercat, 1 una botiga de més de 120 m², 1 una botiga de menys de 120 m², 2 botigues d'equipament de la llar, 1 una botiga d'equipament de la llar, 1 una sabateria i 3 botigues de mobles.
L'any 2000 a Attin hi havia 7 explotacions agrícoles que ocupaven un total de 204 hectàrees.

## Equipaments sanitaris i escolars
El 2009 hi havia una escola elemental.

## Poblacions properes
El següent diagrama mostra les poblacions més properes.